# Casas de Ves
Casas de Ves est une commune d'Espagne de la province d'Albacete dans la communauté autonome de Castille-La Manche.

## Géographie
Casas de Ves est bordé à l'Est par d'épaisses forêts de pins et à l'ouest par une vaste pleine aride et rocailleuse ou quelques parcelles demeurent néanmoins cultivables. Placé sur les hauteurs d'un terrain extrêmement accidenté sur son versant Est, le village est bordé de petits canyons ou de maigres ruisseaux subsistent sur sa partie Nord. Il bénéficie toutefois d'une vaste zone arable (champs d'oliviers, vignes) sur sa partie Sud.

## Histoire
Le village de Casas de Ves a été fondé à la fin du XVIe siècle par les habitants de la Villa de ves. La noblesse d'épée locale va y élire domicile et s'y implanter de façon durable jusqu'en 1743 où la localité obtiendra le statut de commune à part entière lorsque l’Alcalde Mayor de la province y élira domicile permanent à partir du milieu du XVIIIe siècle. Durant la longue période médiévale de la Reconquista qui oppose chrétiens et musulmans en Espagne, le village n'est alors qu'un simple hameau de quelques familles de laboureurs. Durant le XIIe puis le XIIIe siècle, la région de Casas de Ves est une importante zone de combat entre chrétiens et musulmans où de nombreuses forteresses sont édifiées pour contrer les incursions musulmanes vers le royaume de Castille ou d’Aragon. Placée sous la protection du puissant Marquis de Villena, la population locale doit, en retour, fournir de façon régulière,  pietons, chevaux et combattants, aux armées chrétiennes.  Comme beaucoups de roturiers ne beneficiant que de peu de mobilitée sociale, les habitants de Casas de Ves restent désireux d’élever leur rang en participant à la croisade de la reine Isabelle la Catholique ainsi que de ses prédécesseurs. Cela afin de bénéficier de l'attrobution de titres de noblesse et de terres accessibles par le simple fait de combattre puis de s'implanter dans les seigneuries en guerre contre l'envahisseur Maure. Durant le XVIe puis le XVIIe siècle, le village de Casas de Ves, comme beaucoup d'autres villages de Castille,  va encore fournir les troupes pour l'armée Impériale de Charles Quint ainsi que pour son fils Philippe II lors des campagnes en Amérique du Sud puis de façon plus significative, dans les campagnes militaires des Flandres pour y combattre les Protestants et les Français.

## Administration
| Période                                  | Période | Identité | Étiquette | Qualité |
| ---------------------------------------- | ------- | -------- | --------- | ------- |
| Les données manquantes sont à compléter. |         |          |           |         |
|                                          |         |          |           |         |

## Culture
Casas de Ves est un village très marqué par les traditions rurales séculaires de l’Espagne fortement empreintes de christianisme. La réaffirmation de l’identité catholique lors de la reconquête de la Castille est un point crucial dans l’identité culturelle castillane. Une symbiose entre forte appartenance religieuse et vie paysanne marquée régulièrement par différentes guerres, font de cette région un endroit assez représentatif de la rudesse de la vie sur les hauts plateaux castillans de la Meseta et des caractères et mœurs qui en découlent.
Les fêtes du village célèbrent la Vierge de l'Incarnation durant deux longues semaines. À Pâques, chaque année, le village organise pour l'occasion diverses épreuves de force et d'audace pour les jeunes hommes venant de fêter leurs 17 ans. Les plus jeunes femmes du village, également âgées de 17 ans, sont mises à l'honneur le temps des festivités en revêtant de magnifique robes et parures traditionnelles afin d'honorer leurs familles et leur village par leur beauté.